# Nick Franklin
Pour les articles homonymes, voir Franklin (patronyme).
Nicholas Edward Franklin (né le 2 mars 1991 à Sanford, Floride, États-Unis) est un joueur de deuxième but de la Ligue majeure de baseball.

## Carrière

### Mariners de Seattle
Nick Franklin est un choix de première ronde des Mariners de Seattle en 2009. Vingt-septième joueur choisi au total au repêchage amateur de la MLB, il est une sélection que les Mariners reçoivent en compensation de la perte au profit des Phillies de Philadelphie de l'agent libre Raúl Ibáñez. Joueur d'arrêt-court et de deuxième but dans les ligues mineures, Franklin apparaît au 53e rang de la liste annuelle des meilleurs joueurs d'avenir dressée  par Baseball America en 2011. 
Nick Franklin fait ses débuts dans le baseball majeur comme joueur de deuxième but le 27 mai 2013 avec les Mariners de Seattle. Le 29 mai suivant, il frappe son premier coup sûr dans les grandes ligues, aux dépens du lanceur Eric Stults des Padres de San Diego. Le 30 mai, il connaît face aux Padres un match de deux circuits, les deux premiers de sa carrière, frappés contre les lanceurs Andrew Cashner et Tim Stauffer. 
Franklin dispute 102 matchs à sa saison recrue : il claque 12 circuits, produit 45 points, réussit 6 vols de buts et affiche une moyenne au bâton de ,225.

### Rays de Tampa Bay
Limité à 17 matchs par les Mariners en 2014, Franklin est échangé aux Rays de Tampa Bay le 31 juillet, lorsqu'il est impliqué dans l'échange à 3 clubs qui envoie le lanceur étoile David Price des Rays aux Tigers de Détroit, et le voltigeur de centre Austin Jackson de Détroit à Seattle.